# Życie z ojcem
Życie z ojcem (ang. Life with Father) – amerykański film fabularny z 1947 roku w reżyserii Michaela Curtiza.

## Obsada
- William Powell jako Clarence Day Sr.
- Irene Dunne jako Vinnie Day
- Elizabeth Taylor jako Mary Skinner
- Edmund Gwenn jako wielebny doktor Lloyd
- ZaSu Pitts jako Cora Cartwright
- Monte Blue jako policjant
- Queenie Leonard jako pokojówka Maggie
- Clara Blandick jako panna Wiggins

## Nagrody i nominacje
| Organizacja                                    | Wygrane                                             | Nominacje    |
| ---------------------------------------------- | --------------------------------------------------- | ------------ |
| Stowarzyszenie Nowojorskich Krytyków Filmowych | 1947 Najlepszy aktor pierwszoplanowy William Powell | 1948 wygrana |

| Nazwa nagrody | Wygrane                           | Nominacje |
| ------------- | --------------------------------- | --- |
| Złoty Glob    | 1948 Najlepsza muzyka Max Steiner | 1948 wygrana |
| Oscar         | 1948 bez rezultatu                | 1948 Najlepszy aktor pierwszoplanowy William Powell Najlepsza muzyka w dramacie lub komedii Max Steiner Najlepsza scenografia - filmy kolorowe George James Hopkins, Robert M. Haas Najlepsze zdjęcia - filmy kolorowe J. Peverell Marley, William V. Skall |